# گوزل یاخینا
گوزل یاخینا (روسی: Гузель Шамильевна Яхина؛ زادهٔ ۱ ژوئن ۱۹۷۷)، مترجم، نویسنده و فیلم‌نامه‌نویس اهل روسیه است که دوران اتحاد جماهیر شوروی سوسیالیستی را تجربه کرده‌است. او نویسنده رمان زلیخا چشم‌هایش را باز می‌کند است که در سال ۲۰۱۵ برنده جایزه ادبی کتاب بزرگ روسیه و جایزه ادبی ییاستایا پولیانا شد.

## زندگی‌نامه
گوزل شامییلوا یاخینا (Guzel Yakhina) در ۱ ژوئن ۱۹۷۷ در کازان اتحاد جماهیر شوروی سوسیالیستی زاده شد. پدرش مهندس و مادرش پزشک بود و در دوران کودکی و در خانه به زبان تاتاری صحبت می‌کرد و فقط پس از انجام کارهای روزانه، به مرور زبان روسی را یادمی‌گرفت. وی سپس در رشته زبان‌های خارجی در دانشگاه علوم انسانی و آموزش دولتی ایالت تاتار تحصیل کرد و در سال ۲۰۱۵ از مدرسه فیلم مسکو در رشته فیلمنامه‌نویسی فارغ‌التحصیل شد.
وی شروع به نوشتن رمان زلیخا چشم‌هایش را باز می‌کند به زبان روسی کرد و برای نوشتن این رمان از تجربیات و خاطرات مادربزرگش که از تاتارها بود و دوران پاکسازی بزرگ بین سال‌های ۱۹۳۶ تا ۱۹۳۸ را به چشم خود دیده بود، بهره برد. دوران پاکسازی بزرگ یک برنامه پنج‌ساله بود که توسط ژوزف استالین برای کنترل تمام شوروی انجام شد. از ۱۹۳۰ تا ۱۹۴۶، ده‌ها هزاران نفر از نژادهای گوناگون در شوروی سابق بازداشت، تبعید یا کشته و اعدام شدند و مادربزرگ یاخینا نیز سیزده سال به سیبری تبعید شد و تعریف خاطرات او از این دوران سخت، جرقه نوشتن این رمان را برای یاخینا زد.
این رمان در ایران توسط زینب یونسی ترجمه و در سال ۱۳۹۹ توسط انتشارات نیلوفر به چاپ رسید.
گوزل یاخینا با تهاجم روسیه به اوکراین در سال ۲۰۲۲ مخالفت کرد و اظهار داشت که: "اعتقاد به صلح بخشی جدایی ناپذیر از دوران کودکی وی در دوران شوروی بود و این باور را به هویت هر یک از ما القا می‌کرد. این باور تزلزل ناپذیر به نظر می‌رسید، گویی تا آخر زمان ادامه خواهد داشت. … خبر ۲۴ فوریه ۲۰۲۲ مرا در هم کوبید، دنیای من به هم نخورد، بلکه به سادگی ویران شد، و افزود که "این جنگ من نیست. من از در نظر گرفتن آن خودداری می‌کنم."